# 溯源家塾
溯源家塾，位于中国广东省开平市水口镇。2000年，列入开平市文物保护单位。
溯源家塾建于清道光二十六年（1846年），由台山、开平两邑四地的雷、方、邝三姓族人共同建造。